# Medhi-Sélim Khelifi
Medhi-Sélim Khelifi (* 1. September 1992 in Prades) ist ein ehemaliger algerischer Skilangläufer.
Khelifi nahm von 2009 bis 2013 vorwiegend an FIS-Rennen teil. Bei den Olympischen Winterspielen 2010 in Vancouver belegte er den 84. Rang über 15 km Freistil. Seine einzigen Weltcuprennen lief er im Februar 2013 in Davos, welche er auf dem 72. Platz im Sprint und auf dem 86. Rang über 15 km Freistil beendete.